# Werner Müller (Fußballspieler, Februar 1926)
Werner Müller (* 7. Februar 1926; † 13. Februar 2012 in Gronau (Leine)) war ein deutscher Fußballspieler. Er war 1954 Kapitän der Meistermannschaft von Hannover 96.
Die Fußballlaufbahn Müllers begann in Benstorf. Nach Kriegsgefangenschaft spielte der rechte Läufer ab 1948 für die SpVgg Hameln 07, die sich ein Jahr später nach der Meisterschaft in der Amateuroberliga Niedersachsen mit anderen Vereinen zur SpVgg Preußen Hameln vereinigte. Nach der Vereinigung scheiterte Müller mit Preußen Hameln in der Aufstiegsrunde zur Oberliga Nord. 1950 wechselte er zu Hannover 96. In der Deutschen Meisterschaftsendrunde 1954 führte Werner Müller Hannover 96 als Kapitän zur Deutschen Meisterschaft. er bestritt 158 Spiele für Hannover, in denen er 14 Tore schoss. Außerdem kam er in der Saison 1954/55 zu einem Einsatz im  DFB-Vereinspokal und bestritt 8 Spiele in der Endrunde zur DFB-Fußballmeisterschaft. 1957 beendete Müller seine aktive Laufbahn und wurde Trainer des Hannoverschen SC. In seiner letzten Saison für Hannover bestritt er nur 5 Spiele.
Nach dem Ende seiner aktiven Karriere trainierte Müller unter anderem Borussia Hannover, Hannoverscher SC, SV Linden 07 und 1970 Preußen Hameln.